# Caspar Rudolph Jhering
Caspar Rudolf Jhering (* 12. Januar 1740 in Aurich; † 12. Mai 1809 ebenda) war als „Advocatus Fisci“ (d. h. Vertreter des Fiskus in Prozessen mit den Untertanen) bei der ostfriesischen Regierung in Aurich tätig. Er war Gründer der „Mühlen-Brand-Societät in Ostfriesland“ und ihr erster Direktor.

## Leben
Seine Eltern waren der Jurist Sebastian Eberhard Jhering (1700–1759) und dessen Frau Catharina Elisabeth Damm (* 2. August 1715; † 25. Februar 1756). Über sein frühes Leben ist wenig bekannt. Er besuchte vermutlich das Gymnasium Ulricianum in Aurich und studierte danach in Halle. Anschließend trat er wie schon seine Vorfahren in den Dienst der Ostfriesischen Verwaltung ein. Sein 1759 verstorbener Vater war Erbpächter von Jheringsfehn. Dadurch wurde Caspar Rudolf Jhering bereits früh mit den Problemen des Landes konfrontiert. So vermittelte er zwischen den Torfschiffern, die eine genügende Tiefe für die Fehnkanäle benötigten, und den Bauern, die einen gewissen Grundwasserpegel für ihre Felder benötigten. Ein Ergebnis seiner Vermittlungsbemühungen war 1783 die gründliche Aufreinigung des Fehntjer Tiefs. Damit wurden die Fehnsiedlungen wesentlich besser an den Märkte in Emden angebunden.
Seine bedeutendste Tat für Ostfriesland war die Gründung der „Mühlen-Brand-Societät“ am 23. April 1779. Bereits 1754 war eine „Allgemeine Feuerversicherung“ gegründet worden, die es jedoch wegen der hohen Brandgefahr bei Mühlen ablehnte, Mühlen zu versichern. Nur im benachbarten Holland konnten die Mühlen versichert werden, was insgesamt jährlich mehr als 10.000 holländische Gulden kostete. Daher schlossen sich zunächst 40 Mühlen in Ostfriesland und dem Harlingerland der „Mühlen-Brand-Societät“ an. Um 1805 waren bereits 113 Mühlen versichert. Die Gesellschaft bestand bis 1952, als sie mit der „Allgemeinen Feuerversicherung“ fusionierte.

## Familie
Er heiratete am 21. August 1778 in Aurich Adelheid Catharine Bacmeister (* 15. August 1745; † 15. Juli 1785), eine Tochter des Regierungsrats Georg Albrecht Bacmeister (1702–1785). Das Paar hatte folgende Kinder:
- Georg Albrecht (* 15. Juni 1779; † 14. November 1825)  Jurist ⚭ Anna Maria Schwers (* 29. April 1792; † 21. Februar 1861)
- Henriette Charlotte (* 7. Februar 1784; † 18. April 1810) ⚭  Karl Melchior Boden  (* 2. Juli 1779; †  13. Februar 1853), Domänenrat in Norden